# Godó Mihály
Godó Mihály (Kisiratos, Csanád vármegye, 1913. szeptember 25. – Újszentanna, Arad megye, 1996. szeptember 22.) tanár, jezsuita szerzetes.

## Életpályája
Az Arad melletti Kisiratoson született tizenkét gyermekes, mélyen vallásos családban. A gimnáziumot Nagyváradon, majd Gyulafehérváron végezte, Kolozsváron érettségizett 1935-ben. A teológiát 1935 és 1938 között Krakkóban, Lengyelországban járta ki. Szegeden folytatta teológiai tanulmányait (1939–1944), ahol 1942-ben pappá szentelték.
1945-ben Hódmezővásárhelyen káplánként, majd Szatmárnémetiben középiskolai hittantanárként dolgozott tovább. Ebben az időszakban több alkalommal is titkos futárszolgálatot teljesített Mindszenty József esztergomi érsek és Márton Áron gyulafehérvári püspök között. 1946-ban Kolozsvárra került mint egyetemi lelkész, majd egy évvel később vissza Szatmárnémetibe. 1949-ben az erdélyi jezsuita rend állami feloszlatásakor rendtársaival együtt Szamosújvárra deportálták. 
1952. szeptember 19-én éjjel Chira Kornél lelkészprofesszorral együtt letartóztatták, majd egy évvel később, 1953 októberében lázítás és hazaárulás vádjával Bukarestben tizenhat év szigorított börtönre ítélték. Ezzel megkezdődött raboskodásának első szakasza. Rabsága idején megjárta Románia legkeményebb büntetőintézeteit: Pitești-et, a nagybányai ólombányát és Râmnicu Săratot, ahol nyolc évig magánzárkában volt. 
1962. november 18-án szabadon bocsátották, de három évig Szamosújváron kényszerlakhelyen kellett élnie. Kényszerlakhelye elhagyása után, Herkulesfürdőre helyezték plébánosnak. A szűnni nem akaró zaklatásokat megelégelve 1979-ben maga kérte letartóztatását. A karánsebesi bírósági tárgyaláson föl akarták menteni, de mert keményen bírálta Ceaușescu egyházpolitikáját, sikkasztás vádjával hat év börtönre és 140.000 lej pénzbüntetés megfizetésére ítélték. 1980-ban külföldi nyomásra engedték ki. 1985-ben Arad város Mikelaka negyedében volt káplán, majd 1986-ban pankotai plébános lett.
1993-tól élete utolsó éveit az Arad megyei Újszentannán az aggok otthonának lelkészeként töltötte. 1994. május 28-án életútja elismeréseként Entz Géza államtitkár Temesváron átnyújtotta neki a Magyar Köztársasági Érdemrend Középkeresztjét.
1996. szeptember 22-én halt meg Újszentannán az aggok otthonában. Szülőfalujában, Kisiratoson helyezték örök nyugalomra.

## Művei
- Testamentum. Önéletrajz; Gloria, Kolozsvár, 2002 ISBN 973 8267 12 9
- Testamentum. Önéletrajz; sajtó alá rend. András Imre; 2. jav. kiad.; Jezsuita, Bp., 2015 (Jezsuita könyvek. Arcélek)